# Danh sách nước theo tỷ lệ biết chữ
Đây là một danh sách các nước và vùng lãnh thổ theo tỷ lệ biết chữ. Những con số đại diện cho một hỗn hợp các dữ liệu thu thập bởi CIA World Factbook và dữ liệu tự báo cáo của quốc gia. 
Khi dữ liệu thiếu thì số liệu cũ đã được sử dụng. Đối với các nước phát triển cao/có thu nhập cao, nơi thống kê biết chữ không được thực hiện thì được giả định là tỷ lệ 99%.

## Danh sách theo tỷ lệ biết chữ
| Nước                                            | Tỷ lệ chung % | Tỷ lệ Nam giới % | Tỷ lệ Nữ giới % | Sai khác giới % | Tiêu chuẩn về biết chữ và năm ước tính                                      |
| ----------------------------------------------- | ------------- | ---------------- | --------------- | --------------- | --------------------------------------------------------------------------- |
| Thế giới                                        | 84.1          | 88.6             | 79.7            | 8.9             | tuổi 15 biết đọc&viết (2010 est.)                                           |
| Afghanistan                                     | 28.1          | 43.1             | 12.6            | 30.5            | tuổi 15 biết đọc&viết (2000 est.)                                           |
| Albania                                         | 96.8          | 98.0             | 95.7            | 2.3             | tuổi ≥9 biết đọc&viết (2011 est.)                                           |
| Algérie                                         | 86.0          | 86.0             | 86.0            | 14.1            | tuổi 15 biết đọc&viết (2015 est.)                                           |
| Samoa thuộc Mỹ                                  | 97.0          | 98.0             | 97.0            | 1.0             | tuổi 15 biết đọc&viết (1980 est.)                                           |
| Andorra                                         | 100.0         | 100.0            | 100.0           | 0.0             | tuổi ≥15 biết đọc&viết                                                      |
| Angola                                          | 71.1          | 82.0             | 60.7            | 21.3            | tuổi 15 biết đọc&viết (2015 est.)                                           |
| Anguilla                                        | 95.0          | 95.0             | 95.0            | 0.0             | tuổi ≥12 biết đọc&viết (1984 est.)                                          |
| Antigua và Barbuda                              | 99.0          | 98.4             | 99.4            | -1.0            | tuổi ≥15 đã đi học trên 5 năm (2011 est.)                                   |
| Argentina                                       | 97.9          | 97.8             | 97.9            | -0.1            | tuổi ≥10 biết đọc&viết (2011 est.)                                          |
| Armenia                                         | 99.6          | 99.7             | 99.5            | 0.2             | tuổi 15 biết đọc&viết (2011 est.)                                           |
| Aruba                                           | 96.8          | 96.9             | 96.7            | 0.2             | tuổi 15 biết đọc&viết (2010 est.)                                           |
| Úc                                              | 96.0          | 96.0             | 96.0            | 0.0             | tuổi ≥15 biết đọc (2011-2)                                                  |
| Áo                                              | 98.0          | N/A              | N/A             | N/A             | tuổi ≥15 biết đọc&viết                                                      |
| Azerbaijan                                      | 99.8          | 99.9             | 99.7            | 0.2             | tuổi 15 biết đọc&viết (2010 census)                                         |
| Bahamas                                         | 95.6          | 94.7             | 96.5            | -1.8            | tuổi 15 biết đọc&viết (2003 est.)                                           |
| Bahrain                                         | 94.6          | 96.1             | 91.6            | 4.5             | tuổi 15 biết đọc&viết (2010 census)                                         |
| Bangladesh                                      | 57.7          | 62.0             | 53.4            | 8.6             | tuổi 15 biết đọc&viết (2011 est.)                                           |
| Barbados                                        | 99.7          | 99.7             | 99.7            | 0.0             | tuổi ≥15 đến trường (2002 est.)                                             |
| Belarus                                         | 99.6          | 99.8             | 99.5            | 0.3             | tuổi 15 biết đọc&viết (2009 census)                                         |
| Bỉ                                              | 99.0          | 99.0             | 99.0            | 0.0             | tuổi 15 biết đọc&viết (2003 est.)                                           |
| Belize                                          | 79.7          | 75.2             | 84.1            | -8.9            | tuổi 15 biết đọc&viết (2010 census)                                         |
| Bénin                                           | 42.4          | 55.2             | 30.3            | 24.9            | tuổi 15 biết đọc&viết (2010 census)                                         |
| Bermuda                                         | 98.0          | 98.0             | 99.0            | -1.0            | tuổi 15 biết đọc&viết (2005 est.)                                           |
| Bhutan                                          | 64.9          | 73.1             | 55.0            | 18.1            | tuổi 15 biết đọc&viết (2015 est.)                                           |
| Bolivia                                         | 95.7          | 97.8             | 93.6            | 4.2             | tuổi 15 biết đọc&viết (2015 est.)                                           |
| Bosna và Hercegovina                            | 99.4          | 99.8             | 98.9            | 0.9             | tuổi 15 biết đọc&viết (2011 est.)                                           |
| Botswana                                        | 88.5          | 88.0             | 88.9            | -0.9            | tuổi 15 biết đọc&viết (2015 est.)                                           |
| Brasil                                          | 91.3          | 91.0             | 91.6            | N/A             | tuổi 15 biết đọc&viết (2012 est.)                                           |
| Quần đảo Virgin thuộc Anh                       | 97.8          | N/A              | N/A             | N/A             | tuổi 15 biết đọc&viết (1991 est.)                                           |
| Brunei                                          | 95.4          | 97.0             | 93.9            | 3.1             | tuổi 15 biết đọc&viết (2011 est.)                                           |
| Bulgaria                                        | 98.4          | 98.7             | 98.0            | 0.7             | tuổi 15 biết đọc&viết (2011)                                                |
| Burkina Faso                                    | 36.0          | 43.0             | 29.3            | 13.7            | tuổi 15 biết đọc&viết (2015 est.)                                           |
| Myanmar                                         | 93.1          | 95.2             | 91.2            | 4.0             | tuổi 15 biết đọc&viết (2015 est.)                                           |
| Burundi                                         | 85.6          | 88.2             | 83.1            | 5.1             | tuổi 15 biết đọc&viết (2015 est.)                                           |
| Campuchia                                       | 77.2          | 84.5             | 70.5            | 14.0            | tuổi 15 biết đọc&viết (2015 est.)                                           |
| Cameroon                                        | 75.0          | 81.2             | 68.9            | 12.3            | tuổi 15 biết đọc&viết (2015 est.)                                           |
| Canada                                          | 99.0          | 99.0             | 99.0            | 0.0             | tuổi 15 biết đọc&viết (2003 est.)                                           |
| Cabo Verde                                      | 87.6          | 92.1             | 83.1            | 9.0             | tuổi 15 biết đọc&viết (2015 est.)                                           |
| Quần đảo Cayman                                 | 98.9          | 98.7             | 99.0            | -0.3            | tuổi ≥15 đến trường (2007 est.)                                             |
| Cộng hòa Trung Phi                              | 56.6          | 69.6             | 44.2            | 25.4            | tuổi 15 biết đọc&viết (2011 est.)                                           |
| Tchad                                           | 35.4          | 45.6             | 25.4            | 20.2            | tuổi 15 biết đọc&viết (2011 est.)                                           |
| Chile                                           | 98.6          | 98.6             | 98.5            | 0.1             | tuổi 15 biết đọc&viết (2009 est.)                                           |
| Trung Quốc                                      | 95.1          | 97.5             | 92.7            | 4.8             | tuổi 15 biết đọc&viết (2010 est.)                                           |
| Đảo Giáng Sinh                                  | 96.0          | N/A              | N/A             | N/A             | Như ở Úc                                                                    |
| Quần đảo Cocos (Keeling)                        | 96.0          | N/A              | N/A             | N/A             | Như ở Úc                                                                    |
| Colombia                                        | 94.7          | 94.6             | 94.8            | -0.2            | tuổi 15 biết đọc&viết (2015 est)                                            |
| Comoros                                         | 75.5          | 80.5             | 70.6            | 9.9             | tuổi 15 biết đọc&viết (2011 est.)                                           |
| CHDC Congo                                      | 66.8          | 76.9             | 57.0            | 19.9            | tuổi 15 biết đọc&viết (2010 est.)                                           |
| Cộng hòa Congo                                  | 83.8          | 89.6             | 78.4            | 11.2            | tuổi 15 biết đọc&viết (2003 est.)                                           |
| Quần đảo Cook                                   | 95.0          | N/A              | N/A             | N/A             | tuổi ≥15 biết đọc&viết                                                      |
| Costa Rica                                      | 97.8          | 97.7             | 97.8            | -0.1            | tuổi 15 biết đọc&viết (2015 est.)                                           |
| Croatia                                         | 99.2          | 99.4             | 98.7            | 0.7             | tuổi ≥10 biết đọc&viết (2011 est.)                                          |
| Cuba                                            | 99.8          | 99.8             | 99.8            | 0.0             | tuổi 15 biết đọc&viết (2011 est.)                                           |
| Síp                                             | 98.7          | 99.3             | 98.1            | 1.2             | tuổi 15 biết đọc&viết (2011 est.)                                           |
| Cộng hòa Séc                                    | 99.0          | 99.0             | 99.0            | 0.0             | (2011 est.)                                                                 |
| Đan Mạch                                        | 99.0          | 99.0             | 99.0            | 0.0             | tuổi 15 biết đọc&viết (2003 est.)                                           |
| Djibouti                                        | 70.0          | N/A              | N/A             | N/A             | tuổi 15 biết đọc&viết (2012 est.)                                           |
| Dominica                                        | 94.0          | 94.0             | 94.0            | 0.0             | tuổi ≥15 đến trường (2003 est.)                                             |
| Cộng hòa Dominica                               | 91.8          | 91.2             | 92.3            | -1.1            | tuổi 15 biết đọc&viết (2015 est.)                                           |
| Ecuador                                         | 94.5          | 95.4             | 93.5            | 1.9             | tuổi 15 biết đọc&viết (2015 est.)                                           |
| Ai Cập                                          | 73.8          | 82.2             | 65.4            | 16.8            | tuổi ≥10 biết đọc&viết (2015 est.)                                          |
| El Salvador                                     | 88.0          | 90.4             | 86.0            | 4.4             | tuổi 15 biết đọc&viết (2015 est.)                                           |
| Guinea Xích Đạo                                 | 95.3          | 97.4             | 93.0            | 4.4             | tuổi 15 biết đọc&viết (2015 est.)                                           |
| Eritrea                                         | 80.0          | N/A              | N/A             | N/A             | tuổi 15 biết đọc&viết (2013 est.)                                           |
| Estonia                                         | 99.8          | 99.8             | 99.8            | 0.0             | tuổi 15 biết đọc&viết (2011 est.)                                           |
| Ethiopia                                        | 49.1          | 57.2             | 41.1            | 16.1            | tuổi 15 biết đọc&viết (2015 est.)                                           |
| Quần đảo Falkland                               | 99.0          | N/A              | N/A             | N/A             | Như ở Anh Quốc                                                              |
| Quần đảo Faroe                                  | 99.0          | N/A              | N/A             | N/A             | N/A. Chừng 99 như ở Đan Mạch                                                |
| Fiji                                            | 93.7          | 95.5             | 91.9            | 3.6             | tuổi 15 biết đọc&viết (2003 est.)                                           |
| Phần Lan                                        | 100.0         | 100.0            | 100.0           | 0.0             | tuổi 15 biết đọc&viết (2000 est.)                                           |
| Pháp                                            | 99.0          | 99.0             | 99.0            | 0.0             | tuổi 15 biết đọc&viết (2003 est.)                                           |
| Polynésie thuộc Pháp                            | 98.0          | 98.0             | 98.0            | 0.0             | tuổi ≥14 biết đọc&viết (1977 est.)                                          |
| Gabon                                           | 88.4          | 91.9             | 84.9            | 7.0             | tuổi 15 biết đọc&viết (2010 est.)                                           |
| Gambia                                          | 50.0          | 60.0             | 40.4            | 19.6            | tuổi 15 biết đọc&viết (2010 est.)                                           |
| Dải Gaza                                        | 96.4          | 98.3             | 94.3            | 4.0             | tuổi 15 biết đọc&viết (2012 est.)                                           |
| Gruzia                                          | 99.8          | 99.8             | 99.7            | 0.1             | tuổi 15 biết đọc&viết (2015 est.)                                           |
| Đức                                             | 99.0          | 99.0             | 99.0            | 0.0             | tuổi 15 biết đọc&viết (2003 est.)                                           |
| Ghana                                           | 76.6          | 82.0             | 71.4            | 10.6            | tuổi 15 biết đọc&viết (2015 est.)                                           |
| Gibraltar                                       | 80.0          | *N/A             | N/A             | N/A             | Trên 80.0%                                                                  |
| Hy Lạp                                          | 98.9          | 98.8             | 99.0            | -0.2            | tuổi 15 biết đọc&viết (2001 census)                                         |
| Greenland                                       | 100.0         | 100.0            | 100.0           | 0.0             | tuổi 15 biết đọc&viết (2001 est.)                                           |
| Grenada                                         | 96.0          | N/A              | N/A             | N/A             | tuổi 15 biết đọc&viết (2003 est.)                                           |
| Guam                                            | 99.0          | 99.0             | 99.0            | 0.0             | tuổi 15 biết đọc&viết (1990 est.)                                           |
| Guatemala                                       | 83.4          | N/A              | N/A             | N/A             | tuổi 15 biết đọc&viết (2012 est.)                                           |
| Guernsey                                        | 99.0          | N/A              | N/A             | N/A             | Như ở Anh Quốc                                                              |
| Guinée                                          | 41.0          | 52.0             | 30.0            | 22.0            | tuổi 15 biết đọc&viết (2010 est.)                                           |
| Guiné-Bissau                                    | 59.9          | 71.8             | 48.3            | 23.5            | tuổi 15 biết đọc&viết (2015 est.)                                           |
| Guyana                                          | 91.8          | 92.0             | 91.6            | 0.4             | tuổi ≥15 đã đi học (2002 census)                                            |
| Haiti                                           | 52.9          | 54.8             | 51.2            | 3.6             | tuổi 15 biết đọc&viết (2003 est.)                                           |
| Honduras                                        | 88.5          | 88.4             | 88.6            | -0.2            | tuổi 15 biết đọc&viết (2015 est.)                                           |
| Hồng Kông                                       | 93.5          | 96.9             | 89.6            | 7.3             | tuổi ≥15 đã đi học (2002)                                                   |
| Hungary                                         | 99.0          | 99.2             | 98.9            | 0.3             | tuổi 15 biết đọc&viết (2011 est.)                                           |
| Iceland                                         | 99.0          | 99.0             | 99.0            | 0.0             | tuổi 15 biết đọc&viết (2003 est.)                                           |
| Ấn Độ                                           | 74.4          | 82.1             | 65.5            | 16.6            | tuổi ≥7 biết đọc&viết (2011 census)                                         |
| Indonesia                                       | 92.8          | 97.0             | 89.6            | 7.4             | tuổi 15 biết đọc&viết (2010 est.)                                           |
| Iran                                            | 86.8          | 91.2             | 82.5            | 8.7             | tuổi 15 biết đọc&viết (2015 est.)                                           |
| Iraq                                            | 80.2          | 89.0             | 73.6            | 15.4            | tuổi 15 biết đọc&viết (2012 est.)                                           |
| Ireland                                         | 99.0          | 99.0             | 99.0            | 0.0             | tuổi 15 biết đọc&viết (2003 est.)                                           |
| Đảo Man                                         | 99.0          | N/A              | N/A             | N/A             | Như ở Anh Quốc                                                              |
| Israel                                          | 97.8          | 98.7             | 95.8            | 2.9             | tuổi 15 biết đọc&viết (2015 est.)                                           |
| Ý                                               | 99.0          | 99.2             | 98.7            | 0.5             | tuổi 15 biết đọc&viết (2011 census)                                         |
| Bờ Biển Ngà                                     | 56.2          | 65.2             | 46.6            | 18.6            | tuổi 15 biết đọc&viết (2010 est.)                                           |
| Jamaica                                         | 88.7          | 84.0             | 93.1            | -9.1            | tuổi ≥15 đến trường (2015 est.)                                             |
| Nhật Bản                                        | 99.0          | 99.0             | 99.0            | 0.0             | tuổi 15 biết đọc&viết (2002 census)                                         |
| Jersey                                          | 99.0          | N/A              | N/A             | N/A             | Như ở Anh Quốc                                                              |
| Jordan                                          | 93.4          | 96.6             | 90.2            | 6.4             | tuổi 15 biết đọc&viết (2011 est.)                                           |
| Kazakhstan                                      | 99.5          | 99.8             | 99.3            | 0.5             | tuổi 15 biết đọc&viết (1999 est.)                                           |
| Kenya                                           | 87.4          | 90.6             | 84.2            | 6.4             | tuổi 15 biết đọc&viết (2010 est.)                                           |
| Kiribati                                        | N/A           | N/A              | N/A             | N/A             | [ 1 ]                                                                       |
| CHDCND Triều Tiên                               | 100.0         | 100.0            | 100.0           | 0.0             | tuổi 15 biết đọc&viết (2008 est.)                                           |
| Hàn Quốc                                        | 97.9          | 99.2             | 96.6            | 2.6             | tuổi 15 biết đọc&viết (2002)                                                |
| Kosovo                                          | 91.9          | 96.6             | 87.5            | 9.1             | tuổi 15 biết đọc&viết (2007 census)                                         |
| Kuwait                                          | 94.0          | 94.4             | 97.0            | -2.6            | tuổi 15 biết đọc&viết (2007-2011 census)                                    |
| Kyrgyzstan                                      | 98.7          | 99.3             | 98.1            | 1.2             | tuổi 15 biết đọc&viết (1999 census)                                         |
| Lào                                             | 79.9          | 87.1             | 72.8            | 14.3            | tuổi 15 biết đọc&viết (2015 est.)                                           |
| Latvia                                          | 99.8          | 99.8             | 99.8            | 0.0             | tuổi 15 biết đọc&viết (2011 est.)                                           |
| Liban                                           | 89.6          | 93.4             | 86.0            | 7.4             | tuổi 15 biết đọc&viết (2003 est.)                                           |
| Lesotho                                         | 89.6          | 83.3             | 95.6            | -12.3           | tuổi 15 biết đọc&viết (2010 est.)                                           |
| Liberia                                         | 60.8          | 64.8             | 56.8            | 10.0            | tuổi 15 biết đọc&viết (2010 est.)                                           |
| Libya                                           | 94.2          | 98.6             | 90.7            | 7.9             | tuổi 15 biết đọc&viết (2010 est.)                                           |
| Liechtenstein                                   | 100.0         | 100.0            | 100.0           | 0.0             | tuổi ≥10 biết đọc&viết                                                      |
| Litva                                           | 99.7          | 99.7             | 99.7            | 0.0             | tuổi 15 biết đọc&viết (2010 est.)                                           |
| Luxembourg                                      | 100.0         | 100.0            | 100.0           | 0.0             | tuổi 15 biết đọc&viết (2000 est.)                                           |
| Ma Cao                                          | 91.3          | 95.3             | 87.8            | 7.5             | tuổi 15 biết đọc&viết (2001 census)                                         |
| Macedonia                                       | 97.3          | 98.7             | 95.9            | 2.8             | tuổi 15 biết đọc&viết (2010 est.)                                           |
| Madagascar                                      | 64.7          | 66.7             | 62.6            | 4.1             | tuổi 15 biết đọc&viết (2015 est.)                                           |
| Malawi                                          | 74.8          | 81.1             | 68.5            | 12.6            | tuổi 15 biết đọc&viết (2010 est.)                                           |
| Malaysia                                        | 93.1          | 95.4             | 90.7            | 4.7             | tuổi 15 biết đọc&viết (2010 census)                                         |
| Maldives                                        | 99.0          | 99.0             | 99.0            | 0.0             | tuổi 15 biết đọc&viết (2006 census)                                         |
| Mali                                            | 27.7          | 36.1             | 19.8            | 16.3            | tuổi 15 biết đọc&viết (2009 census)                                         |
| Malta                                           | 92.8          | 91.7             | 93.9            | -2.2            | tuổi ≥10 biết đọc&viết (2005 census)                                        |
| Quần đảo Marshall                               | 93.7          | 93.6             | 93.7            | -0.1            | tuổi 15 biết đọc&viết (1999 est.)                                           |
| Mauritanie                                      | 52.1          | 62.6             | 41.6            | 21.0            | tuổi 15 biết đọc&viết (2015 est.)                                           |
| Mauritius                                       | 89.8          | 92.3             | 87.3            | 5.0             | tuổi 15 biết đọc&viết (2011 census)                                         |
| México                                          | 95.1          | 96.2             | 94.2            | 2.0             | tuổi 15 biết đọc&viết (2015 estimate)                                       |
| Micronesia                                      | 89.0          | 91.0             | 88.0            | 3.0             | tuổi 15 biết đọc&viết (1980 est.)                                           |
| Moldova                                         | 98.5          | 99.1             | 98.1            | 1.0             | tuổi 15 biết đọc&viết (2010 est.)                                           |
| Monaco                                          | 99.0          | 99.0             | 99.0            | 0.0             | tuổi 15 biết đọc&viết (2003 est.)                                           |
| Mông Cổ                                         | 97.4          | 96.9             | 97.9            | -1.0            | tuổi 15 biết đọc&viết (2010 est.)                                           |
| Montenegro                                      | 98.4          | 99.4             | 97.4            | 2.0             | tuổi 15 biết đọc&viết (2010 est.)                                           |
| Montserrat                                      | 97.0          | 97.0             | 97.0            | 0.0             | tuổi ≥15 đã đi học (1970 est.)                                              |
| Maroc                                           | 67.1          | 76.1             | 57.6            | 18.5            | tuổi 15 biết đọc&viết (2011 est.)                                           |
| Mozambique                                      | 58.8          | 73.3             | 45.4            | 27.9            | tuổi 15 biết đọc&viết (2015 est.)                                           |
| Namibia                                         | 88.8          | 89.0             | 88.5            | 0.5             | tuổi 15 biết đọc&viết (2010 est.)                                           |
| Nauru                                           | N/A           | N/A              | N/A             | N/A             | [ 1 ]                                                                       |
| Nepal                                           | 66.0          | 75.1             | 57.4            | 17.7            | tuổi 15 biết đọc&viết (2010 census)                                         |
| Hà Lan                                          | 99.0          | 99.0             | 99.0            | 0.0             | tuổi 15 biết đọc&viết (2003 est.)                                           |
| Nouvelle-Calédonie                              | 96.2          | 96.8             | 95.5            | 1.3             | tuổi 15 biết đọc&viết (1996 census)                                         |
| New Zealand                                     | 99.0          | 99.0             | 99.0            | 0.0             | tuổi 15 biết đọc&viết (2003 est.)                                           |
| Nicaragua                                       | 82.8          | 82.4             | 83.2            | -0.8            | tuổi 15 biết đọc&viết (2015 est.)                                           |
| Niger                                           | 28.7          | 42.9             | 15.1            | 27.8            | tuổi 15 biết đọc&viết (2005 est.)                                           |
| Nigeria                                         | 61.3          | 72.1             | 50.4            | 21.7            | tuổi 15 biết đọc&viết (2010 est.)                                           |
| Niue                                            | 95.0          | 94,6             | 95,4            | 0,8             | [ 1 ]                                                                       |
| Đảo Norfolk                                     | 100.0         | 100.0            | 100.0           | 0.0             | [ 1 ]                                                                       |
| Quần đảo Bắc Mariana                            | 97.0          | 97.0             | 96.0            | 1.0             | tuổi 15 biết đọc&viết (1980 est.)                                           |
| Na Uy                                           | 100.0         | 100.0            | 100.0           | 0.0             | [ 1 ]                                                                       |
| Oman                                            | 81.4          | 86.8             | 73.5            | 13.3            | tuổi 15 biết đọc&viết (2003 census)                                         |
| Pakistan                                        | 55.0          | 67.0             | 42.0            | 25.0            | tuổi ≥15 biết đọc&viết. Lưu trữ ngày 7 tháng 7 năm 2015 tại Wayback Machine |
| Palau                                           | 92.0          | 93.0             | 90.0            | 3.0             | tuổi 15 biết đọc&viết (1980 est.)                                           |
| Palestine                                       | 95.6          | 98.1             | 93.1            | 5.0             | tuổi 15 biết đọc&viết (2012 est.)                                           |
| Panama                                          | 95.0          | 95.7             | 94.4            | 1.3             | tuổi 15 biết đọc&viết (2015 est.)                                           |
| Papua New Guinea                                | 64.2          | 65.6             | 62.8            | 2.8             | tuổi 15 biết đọc&viết (2015 est.)                                           |
| Paraguay                                        | 94.0          | 94.9             | 93.0            | 1.9             | tuổi 15 biết đọc&viết (2003 est.)                                           |
| Perú                                            | 94.5          | 97.3             | 91.7            | 5.6             | tuổi 15 biết đọc&viết (2015 est.)                                           |
| Philippines                                     | 96.3          | 95.8             | 96.8            | -1.0            | tuổi 15 biết đọc&viết (2015 est.)                                           |
| Quần đảo Pitcairn                               | N/A           | N/A              | N/A             | N/A             | [ 1 ]                                                                       |
| Ba Lan                                          | 99.7          | 99.9             | 99.6            | 0.3             | tuổi 15 biết đọc&viết (2011 est.)                                           |
| Bồ Đào Nha                                      | 95.4          | 97.0             | 94.0            | 3.0             | tuổi 15 biết đọc&viết (2011 est.)                                           |
| Puerto Rico                                     | 94.1          | 93.9             | 94.4            | -0.5            | tuổi 15 biết đọc&viết (2002 est.)                                           |
| Qatar                                           | 96.3          | 96.5             | 95.4            | 1.1             | tuổi 15 biết đọc&viết (2010 est.)                                           |
| România                                         | 97.7          | 98.3             | 97.1            | 1.2             | tuổi 15 biết đọc&viết (2011 est.)                                           |
| Nga                                             | 99.7          | 99.7             | 99.6            | 0.1             | tuổi 15 biết đọc&viết (2010 est.)                                           |
| Rwanda                                          | 71.1          | 74.8             | 67.5            | 7.3             | tuổi 15 biết đọc&viết (2010 est.)                                           |
| Saint Helena & Ascension · and Tristan da Cunha | 97.0          | 97.0             | 98.0            | -1.0            | tuổi ≥20 biết đọc&viết (1987 est.)                                          |
| Saint Kitts và Nevis                            | 97.8          | N/A              | N/A             | N/A             | tuổi ≥15 đã đi học (2003 est.)                                              |
| Saint Lucia                                     | 90.1          | 89.5             | 90.6            | -1.1            | tuổi ≥15 đã đi học (2001 est.)                                              |
| Saint-Pierre và Miquelon                        | 99.0          | 99.0             | 99.0            | 0.0             | tuổi 15 biết đọc&viết (1982 est.)                                           |
| Saint Vincent và Grenadines                     | 96.0          | 96.0             | 96.0            | 0.0             | tuổi ≥15 đã đi học (1970 est.)                                              |
| Samoa                                           | 99.7          | 99.6             | 99.7            | -0.1            | tuổi 15 biết đọc&viết (2003 est.)                                           |
| San Marino                                      | 96.0          | 97.0             | 95.0            | 2.0             | tuổi ≥10 biết đọc&viết                                                      |
| São Tomé và Príncipe                            | 84.9          | 92.2             | 77.9            | 14.3            | tuổi 15 biết đọc&viết (2001 census)                                         |
| Ả Rập Xê Út                                     | 86.6          | 90.4             | 81.3            | 9.1             | tuổi 15 biết đọc&viết (2010 est.)                                           |
| Sénégal                                         | 39.3          | 51.1             | 29.2            | 21.9            | tuổi 15 biết đọc&viết (2002 est.)                                           |
| Serbia                                          | 98.0          | 99.2             | 96.9            | 2.3             | tuổi 15 biết đọc&viết (2011 est.)                                           |
| Seychelles                                      | 91.8          | 91.4             | 92.3            | -0.9            | tuổi 15 biết đọc&viết (2002 census)                                         |
| Sierra Leone                                    | 35.1          | 46.9             | 24.4            | 22.5            | tuổi 15 biết đọc&viết (2004 est.)                                           |
| Singapore                                       | 95.9          | 98.0             | 93.8            | 4.2             | tuổi 15 biết đọc&viết (2010 est.)                                           |
| Slovakia                                        | 99.6          | 99.7             | 99.6            | 0.1             | tuổi 15 biết đọc&viết (2004)                                                |
| Slovenia                                        | 99.7          | 99.7             | 99.7            | 0.0             | (2010 est.)                                                                 |
| Quần đảo Solomon                                | 84.1          | 88.9             | 79.2            | 9.7             | [ 1 ]                                                                       |
| Somalia                                         | N/A           | N/A              | N/A             | N/A             | [ 17 ]                                                                      |
| Nam Phi                                         | 94.3          | 95.5             | 93.1            | 2.4             | tuổi 15 biết đọc&viết (2015 est.)                                           |
| Nam Sudan                                       | 27.0          | 40.0             | 16.0            | 24.0            | tuổi ≥15 biết đọc&viết                                                      |
| Tây Ban Nha                                     | 97.7          | 98.5             | 97.0            | 1.5             | tuổi 15 biết đọc&viết (2010 est.)                                           |
| Sri Lanka                                       | 98.1          | 97.7             | 98.6            | -0.9            | tuổi 15 biết đọc&viết (2010 census)                                         |
| Sudan                                           | 75.9          | 83.3             | 68.6            | 14.7            | tuổi 15 biết đọc&viết (2015 est.)                                           |
| Suriname                                        | 95.6          | 96.1             | 95.0            | 1.1             | tuổi 15 biết đọc&viết (2015 est.)                                           |
| Svalbard                                        | N/A           | N/A              | N/A             | N/A             | [ 1 ]                                                                       |
| Eswatini                                        | 87.5          | 87.4             | 87.5            | -0.1            | tuổi 15 biết đọc&viết (2015 est.)                                           |
| Thụy Điển                                       | 99.0          | 99.0             | 99.0            | 0.0             | tuổi 15 biết đọc&viết (2003 est.)                                           |
| Thụy Sĩ                                         | 99.0          | 99.0             | 99.0            | 0.0             | tuổi 15 biết đọc&viết (2003 est.)                                           |
| Syria                                           | 79.6          | 86.0             | 73.6            | 12.4            | tuổi 15 biết đọc&viết (2004 census)                                         |
| Đài Loan                                        | 98.3          | 99.6             | 97.0            | 2.7             | tuổi 15 biết đọc&viết (2012)                                                |
| Tajikistan                                      | 99.7          | 99.8             | 99.6            | 0.2             | tuổi 15 biết đọc&viết (2010 est.)                                           |
| Tanzania                                        | 70.6          | 75.9             | 65.4            | 10.5            | tuổi 15 biết đọc&viết (2015 est.)                                           |
| Thái Lan                                        | 96.7          | 96.6             | 96.7            | -0.1            | tuổi 15 biết đọc&viết (2015 est.)                                           |
| Đông Timor                                      | 67.5          | 71.5             | 63.4            | 8.1             | tuổi 15 biết đọc&viết (2015 est.)                                           |
| Togo                                            | 60.9          | 75.4             | 46.9            | 28.5            | tuổi 15 biết đọc&viết (2003 est.)                                           |
| Tokelau                                         | N/A           | N/A              | N/A             | N/A             | [ 1 ]                                                                       |
| Tonga                                           | 98.9          | 98.8             | 99.0            | -0.2            | biết đọc&viết Tongan và/hoặc English (1999 est.)                            |
| Trinidad và Tobago                              | 98.6          | 99.1             | 98.0            | 1.1             | tuổi 15 biết đọc&viết (2003 est.)                                           |
| Tunisia                                         | 88.3          | 95.1             | 80.3            | 14.8            | tuổi 15 biết đọc&viết (2010 census)                                         |
| Thổ Nhĩ Kỳ                                      | 95.4          | 98.5             | 92.4            | 6.1             | tuổi 15 biết đọc&viết (2014 est.)                                           |
| Turkmenistan                                    | 98.8          | 99.3             | 98.3            | 1.0             | tuổi 15 biết đọc&viết (1999 est.)                                           |
| Quần đảo Turks và Caicos                        | 98.0          | 99.0             | 98.0            | 1.0             | tuổi ≥15 đã đi học (1970 est.)                                              |
| Tuvalu                                          | N/A           | N/A              | N/A             | N/A             | [ 1 ]                                                                       |
| Uganda                                          | 78.4          | 85.3             | 71.5            | 13.8            | tuổi 15 biết đọc&viết (2015 est.)                                           |
| Ukraina                                         | 99.7          | 99.8             | 99.6            | 0.2             | tuổi 15 biết đọc&viết (2010 est.)                                           |
| Các TVQA Thống nhất                             | 77.9          | 76.1             | 81.7            | -5.6            | tuổi 15 biết đọc&viết (2003 est.)                                           |
| Anh Quốc                                        | 99.0          | 99.0             | 99.0            | 0.0             | tuổi ≥15 đã đi học trên 5 năm (2003 est.)                                   |
| Hoa Kỳ                                          | 99.0          | 99.0             | 99.0            | 0.0             | tuổi 15 biết đọc&viết (2003 est.)                                           |
| Quần đảo Virgin thuộc Mỹ                        | 90.0          | 95 est.          | *N/A            | N/A             | tuổi 15 biết đọc&viết (2005 est.)                                           |
| Uruguay                                         | 98.5          | 98.2             | 98.8            | -0.6            | tuổi 15 biết đọc&viết (2015 est.)                                           |
| Uzbekistan                                      | 99.3          | 99.6             | 99.0            | 0.6             | tuổi 15 biết đọc&viết (2003 est.)                                           |
| Vanuatu                                         | 85.2          | 86.6             | 83.8            | 2.8             | tuổi 15 biết đọc&viết (2015 est.)                                           |
| Vatican                                         | 99.0          | 99.0             | 99.0            | 0.0             | [ 1 ]                                                                       |
| Venezuela                                       | 95.5          | 95.7             | 95.4            | 0.3             | tuổi 15 biết đọc&viết (2009 est.)                                           |
| Việt Nam                                        | 99.0          | 97.6             | 99.5            | -1,9            | tuổi 15 biết đọc&viết (2001 est.)                                           |
| Wallis và Futuna                                | 50.0          | 50.0             | 50.0            | 0.0             | tuổi 15 biết đọc&viết (1969 est.)                                           |
| Tây Sahara                                      | N/A           | N/A              | N/A             | N/A             | [ 1 ]                                                                       |
| Yemen                                           | 63.9          | 81.2             | 46.8            | 34.4            | tuổi 15 biết đọc&viết (2010 est.)                                           |
| Zambia                                          | 80.6          | 86.8             | 74.8            | 12.0            | tuổi 15 biết đọc&viết English (2003 est.)                                   |
| Zimbabwe                                        | 90.7          | 94.2             | 87.2            | 7.0             | tuổi 15 biết đọc&viết English (2003 est.)                                   |